# Spiere-Helkijn
Spiere-Helkijn (fr. Espierres-Helchin, vls. Spiere-Elkyng) – miejscowość i gmina (gemeente) w Belgii, w Regionie Flamandzkim, w prowincji Flandria Zachodnia, w okręgu Kortrijk. 1 stycznia 2024 liczyła 2063 mieszkańców.

## Podział administracyjny
W skład gminy wchodzą dwie dzielnice (deelgemeente):
- Helkijn (Helchin)
- Spiere (Espierres)